# Кесия
Кесията (от персийски kīse, през турски kese) е използвана в миналото малка торбичка или чантичка, направена за носене на монети, аналог на съвременното портмоне. Обикновено има връв на отвора, която се пристяга или връзва, за да предпази съдържанието от изсипване.

## История
Най-старата от известните кесии е намерената до ледения човек Йоци, който е живял около 3300 г. пр. н.е. Друг ранен пример са египетски йероглифи, на които са изобразени торбички, носени на талията. Капакът на кесията-портмоне от некропола Сътън Ху е с много сложна изработка кожена англосаксонска чанта (вероятно кралска) от около 600 г. сл. Хр. В Европа често социалният статут е бил свързван с украсата и качеството на кесията.
През 15 век кесии са носили и мъже, и жени. Често те са с фина бродерия и украсени със злато. 
През 17 век кесиите за пари стават все по-сложни. След около 1670 г. мъжките панталони се сдобиват с пришити джобове, и кесии се носят все по-рядко. 
Торбите с пари са изобразявани често с голям успех в карикатури, мултипликационни филми и други форми на популярната култура.

## Галерия
- Св. Хомобон с кесия
- Антично индийско женско портмоне
- Норвежка кесия
- Банкова чанта, завързвана с връв
- Джон Бул и чичо Сам под знака „Към Канада“, внасят торби с пари „за инвестиция в Канада“, 1907 г.